# West Mineral, Kansas
West Mineral là một thành phố thuộc quận Cherokee, tiểu bang Kansas, Hoa Kỳ. Năm 2010, dân số của xã này là 185 người.

## Dân số
Dân số các năm:
- Năm 2000: 243 người
- Năm 2010: 185 người